# Desembarque de Pedro Álvares Cabral em Porto Seguro em 1500
Desembarque de Pedro Álvares Cabral em Porto Seguro em 1500 (por vezes citada como Descoberta do Brasil) é uma pintura a óleo sobre tela do artista brasileiro Oscar Pereira da Silva. A tela, que foi finalizada no ano de 1900, retrata o primeiro desembarque dos navios de Pedro Álvares Cabral em terras brasileiras, no que viria a ser hoje o território de Porto Seguro, no estado da Bahia. Pertencente ao gênero de pintura histórica, que combina retrato, natureza-morta e paisagem para representar um determinado acontecimento de relevância histórica, a obra foi recebida com grande prestígio da sociedade e da imprensa da época, sendo definitiva para o estabelecimento de Oscar Pereira da Silva como um pintor de destaque no cenário artístico nacional do começo do século XX. Após intensas negociações, a pintura foi vendida para o Museu Paulista, também conhecido como Museu do Ipiranga, em 1902, uma época em que o museu buscava construir uma ideia de identidade nacional por meio da narrativa artística de seu acervo. Em 1905, entretanto, o quadro foi transferido e passou a fazer parte do acervo da Pinacoteca do Estado de São Paulo, onde permaneceu até 1929, quando foi transferido de volta para a coleção do Museu Paulista.
Atualmente, a pintura de Pereira da Silva é uma das imagens mais referenciadas quanto ao momento da chegada das caravanas de Pedro Álvares Cabral no Brasil, sendo a representação mais difundida entre livros didáticos e outras publicações acadêmicas.

## Descrição

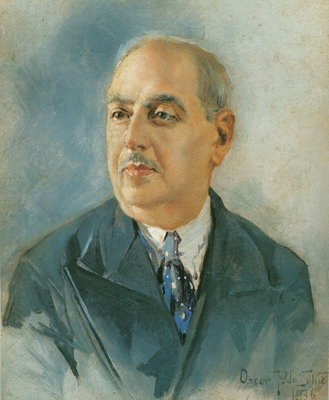
Oscar Pereira da Silva.

A tela de Oscar Pereira da Silva mostra diversos índios na praia de Porto Seguro, na Bahia, enquanto alguns outros ainda chegam pelas densas matas que cercam a areia. Os indígenas são representados a correr, gritando e empunhando lanças, se revelando muito eufóricos com a situação. No mar, é possível observar uma pequena embarcação que se aproxima da costa, em que são vistos dois índios que já haviam pernoitado na caravana de Pedro Álvares Cabral. Também há outros portugueses, sendo que alguns estão já vestidos. Na região central da tela encontram-se Cabral e um assistente, de pé na praia, entrando em contato com um índio. Do jeito que as figuras estão representadas, tudo indica que os índios fazem um alvoroço enquanto os portugueses não reagem com surpresa diante do território novo que adentravam.
O quadro, que retrata o primeiro encontro entre portugueses e indígenas, foi dividido entre duas zonas muito bem definidas. Na primeira, existe o plano do oceano, com barcos e seus tripulantes portugueses, que carregam a Cruz de Malta em estandarte e nas velas das caravelas. O outro é o plano da terra, onde está representada a zona dos índios brasileiros, que se mostram curiosos, encurralados, e que parecem ser confundidos com a densa vegetação que os cerca, que os assimila com o universo da natureza. Para retratar o encontro entre a civilização cristã dos portugueses e a natureza pagã dos indígenas, Oscar Pereira da Silva se utiliza da aplicação de luzes e zonas brancas e azuis para os portugueses que chegavam, ao mesmo tempo que destina um teor mais pesado e sombrio, com pedras e floresta para representar junto à população indígena.

## Contexto histórico
Na virada do século XX, o governo de São Paulo estava encomendando e comprando pinturas históricas para tentar construir uma narrativa ilustrada da nação brasileira, a fim de exaltar a nova República e colocar em destaque o estado que a liderava. Diante deste cenário, Oscar Pereira da Silva viu a oportunidade de estabelecer-se como um pintor de história, gênero mais importante do sistema acadêmico na época, a fim de garantir prestígio social dentre a elite política paulista e contratos públicos. O resultado foi a produção, em 1900, da tela Desembarque de Pedro Álvares Cabral em Porto Seguro em 1500.

### Venda para o Museu Paulista

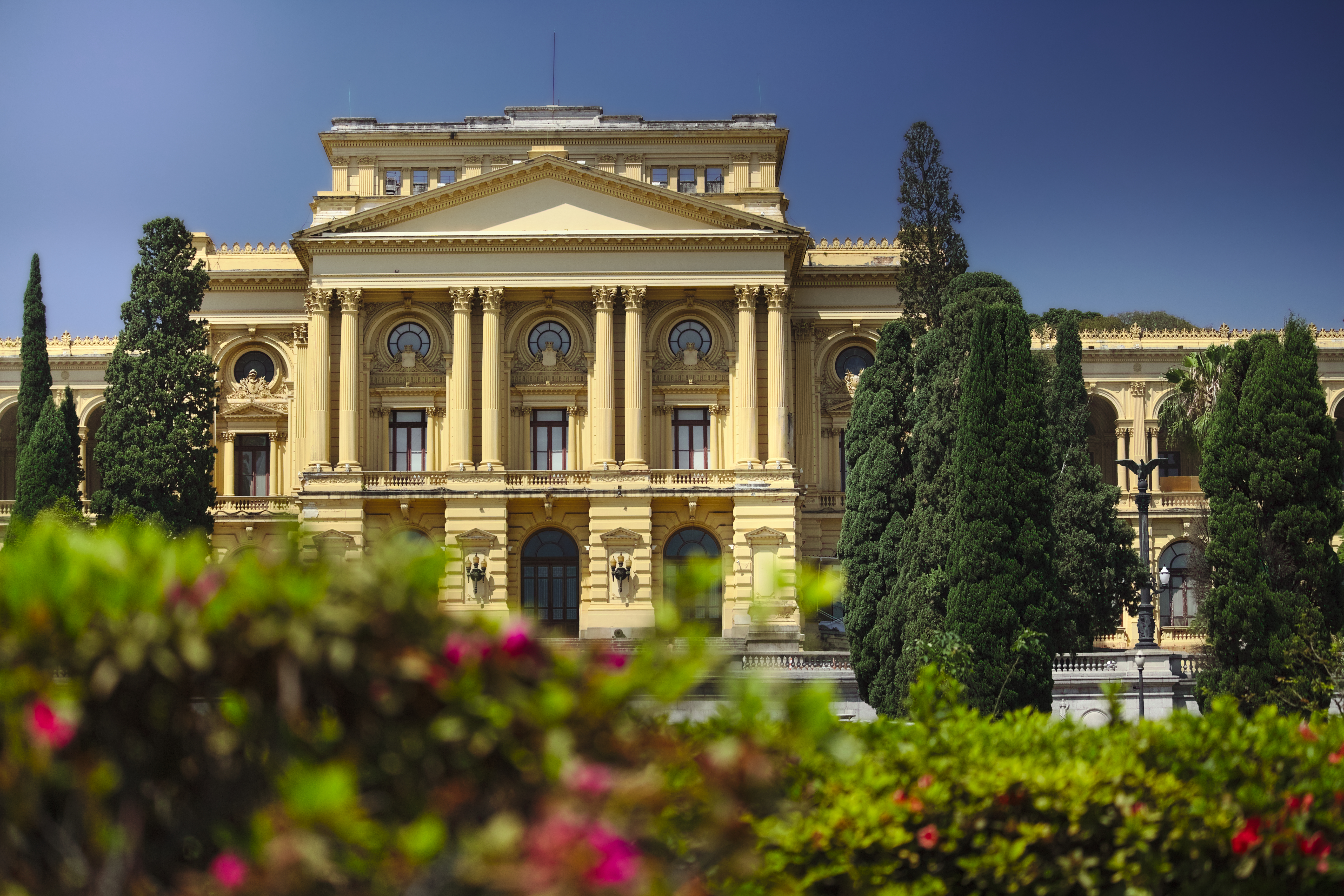
Museu do Ipiranga

A tela foi vendida para o Museu Paulista, também conhecido como Museu do Ipiranga, em 1902 -  sendo não uma encomenda do governo, como é amplamente informado no senso comum, mas sim uma oferta por parte do artista. A tela acabou por ser definitiva para garantir tal destaque, assegurando ao pintor um grande passo em sua carreira e grande visibilidade na imprensa local. O valor pago pelo governo do estado pela obra foi de 8:000$000 (oito contos de réis).
A venda do quadro para o governo, na época comandado por Jorge Tibiriçá, entretanto, não foi feita de maneira simples. Diante de questões envolvendo o embate violento entre brancos e indígenas por terras paulistas, o governador demonstrava grande falta de interesse por telas que representavam o contato harmonioso entre os forasteiros invasores e os povos nativos, como nas obras Desembarque de Pedro Álvares Cabral em Porto Seguro em 1500 e em Fundação de São Paulo. Oscar Pereira da Silva apresentou a tela em entre o final de abril e o começo de maio, perto da data comemorativa do evento que ela representava - isso para que a exposição coincidisse com algum eventual festejo, já que naquele ano comemorava-se o IV Centenário do descobrimento do Brasil, o que gerava grande movimentação dos cofres públicos brasileiros. Entretanto, a exposição foi um fracasso, não resultando na venda do óleo sobre tela. Silva então apelou para outros meios e encaminhou, para o Congresso do Estado de São Paulo, um memorial que propunha a venda do quadro, para que a solicitação fosse direto para o órgão responsável pelas aquisições dos quadros, a Secretaria dos Negócios do Interior. A petição, feita simultaneamente à exposição para que os políticos pudessem visitá-la e decidir quanto à compra, também não foi aceita, como revela o parecer nº 50, da Sessão ordinária de 26 de julho de 1900 da Câmara:
| “ | O pintor brasileiro Oscar Pereira da Silva propõe a venda ao Estado do seu quadro histórico "O primeiro desembarque de Pedro Álvares Cabral" pela quantia de 12:000$000. [...] A comissão de fazenda e contas, embora não desconheça o valor artístico do referido quadro, é de parecer que não seja aceita a proposta junta, não só porque é muito elevado o preço pedido de 12:000$000, como ainda porque é prudente não autorizar qualquer despesa extraordinária sem ser conhecido o projeto de orçamento para o próximo exercício. [...] Acresce ainda que, em ocasião oportuna, a Câmera dos Deputados poderá de novo ocupar-se deste assunto. [...] Sala das comissões, 26 de julho de 1900 - Eugenio Egas, Rubião Junior | ” |

Como diz o parecer, a petição do artista foi negada diante da justificativa de que o valor solicitado pela compra do quadro seria muito elevado. Dentre outros motivos que também contribuíram para esse parecer, estava o fato de que a história paulista não era representada especificamente na tela. Assim, a compra de quadros como Fundação de São Vicente, de Benedito Calixto, tinha mais apelo para o governo de São Paulo, sendo adquirido pelo Museu Paulista ainda em 1900.
Mesmo diante das dificuldades, Oscar Pereira da Silva não desistiu de tentar vender o quadro. Como o parecer sugeria que o quadro poderia ser de interesse do governo em alguma outra oportunidade, Silva enviou outro memorial, em que propunha um valor mais baixo, de 8:000$000 (oito contos de réis), se comprometia a pintar e doar mais dois quadros com representações de indígenas brasileiros, e ainda sugeria que, caso o valor fosse novamente julgado muito alto, ele se sujeitaria à uma eventual oferta por parte da Câmara. A Comissão de Fazenda e Contas então respondeu a Silva, dizendo que ele deveria fazer a proposta diretamente ao governo que, caso julgasse interesse em comprar a tela, solicitaria então o crédito necessário - o que aconteceria posteriormente, no começo do ano de 1902. Posteriormente, Pereira da Silva se utilizaria do mesmo recurso de enviar uma petição ao Congresso para conseguir efetivar a venda da obra Fundação de São Paulo.

### Narrativa histórica
No entanto, a obra Desembarque de Pedro Álvares Cabral em Porto Seguro em 1500 não se encaixava plenamente na ideia de narrativa de construção nacional idealizada pelo diretor do Museu Paulista, Affonso Taunay. Isso porque o diretor procurava, por meio do acervo do museu, contar a história brasileira por meio de quadros que retratassem alguns dos grandes feitos nacionais protagonizados pelos paulistas.
O quadro representa o primeiro desembarque dos portugueses na América, que aconteceu no território que viria a ser o atual estado da Bahia. Entretanto, a representação não tinha muita relação com a história regional paulista, no contexto de uma época em que os regionalismos estavam aflorados e em que o estado de São Paulo buscava reescrever a história do Brasil, dando destaque ao seu protagonismo e do povo paulista para os acontecimentos mais fundamentais da história do passado nacional. Isso fez com que Oscar Pereira da Silva se dedicasse à produção de uma obra que abordasse e retratasse grandiosamente um tema de maior relevância o passado dos próprios paulistas e da região.
Além disso, diante de sua habilidade para realizar telas tão diversas, que poderiam facilmente ser vendidas a compradores particulares, o pintor precisava realizar mais uma obra de destaque a fim de conquistar mais notabilidade para que fosse mais requisitado para a realização de obras para o Estado - visto que, mesmo apesar de todo o sucesso alcançado com Desembarque de Pedro Álvares Cabral em 1500, o prestígio ainda não havia sido suficiente para lhe garantir a todo o destaque que almejava. Ainda faltava um trabalho que o diferenciasse de outros artistas da época e que chamasse mais a atenção das autoridades do governo paulista. Resultado disso foi a produção da tela Fundação de São Paulo, pintada em 1907, que representava  a imagem do ato de fundação da cidade de São Paulo.
A aquisição do quadro que representa a chegada dos portugueses à costa baiana pelo Museu Paulista foi uma complementação a um acervo que já celebrava a fundação da primeira vila em terras que posteriormente seriam consideradas paulistas.

## Análise
A tela Desembarque de Pedro Álvares Cabral em 1500 se encaixa no gênero de pintura histórica, considerada um tipo artístico hierarquicamente superior aos outros, ao combinar retrato, natureza morta e paisagem através de uma articulação complexa, pautada pela narrativa de um acontecimento histórico.
O artista ainda sugere, por meio do efeito de luminosidade em volta das cruzes, certa sacralidade ao primeiro contato entre os dois grupos. Na imagem, o índio é representado como trejeitos eufóricos, como se estivessem vibrantes quanto à chegada dos navios portugueses que se aproximavam da costa. Na realidade, é sabido que o primeiro encontro foi, na verdade, pouco amistoso, e não tão eufórico quanto o representado no quadro, como descrevem documentos oficiais como a carta do escrivão Pero Vaz de Caminha enviada a Portugal. Apesar disso, Pereira da Silva se baseia em elementos narrados por Caminha em sua carta, unindo dois momentos descritos por ele que aconteceram separadamente - sendo um deles o desembarque do degredado, e o outro o momento em que Cabral, o capitão da expedição, desembarca de fato em terras brasileiras. Na tela de Pereira da Silva, esses momentos são retratados como se tivessem acontecido simultaneamente, sugerindo que houve uma certa precaução por parte do comandante em desembarcar antes no território.

## Recepção e trajetória
A produção de Desembarque de Pedro Álvares Cabral em 1500, assim como sua consequente venda para o Museu Paulista, rendeu muito prestígio tanto no meio cultural quanto na mídia, e provou a capacidade técnica e artística de Oscar Pereira da Silva. Exemplo disso é que a imprensa não escondeu sua imensa satisfação quando, depois de um longo processo de negociações para a compra do quadro pelo governo de São Paulo, a venda finamente se concretizou, em 1902.
No contexto das comemorações dos quarto centenário do descobrimento do Brasil, foi promovido, pela Associação que organizava as festividades, um concurso para selecionar a melhor pintura que abordasse o tema. Apesar do prestígio, Desembarque de Pedro Álvares Cabral em 1500 não foi escolhida como a vencedora. Mesmo assim, o fato contribuiu para que a pintura ganhasse ainda mais destaque.

### Transferência para a Pinacoteca
O quadro Desembarque de Pedro Álvares Cabral em Porto Seguro em 1500 constituiu também parte do acervo inicial da Pinacoteca do Estado de São Paulo, o primeiro museu de arte do estado paulista, inaugurado em 1905 sob iniciativa de Cardoso de Almeida, então Secretário do Interior e da Justiça. O acervo inaugural da Pinacoteca contava também com outros 25 quadros que, junto com a tela de Oscar Pereira da Silva, foram transferidos do Museu Paulista para a inauguração. O critério para as obras que foram transferidas era baseado na divisão entre pintura histórica, que representava personagens considerados históricos e grandes acontecimentos do passado, e pintura artística, de destacado valor estético. Assim, ficara designado que caberia ao Museu Paulista ficar com as pinturas históricas, desempenhando seu papel inicial de ser um museu voltado para a história paulista e para a história da pátria, enquanto na Pinacoteca caberiam as pinturas de maior valor artístico, formando uma galeria de arte por excelência. A transferência da tela Desembarque de Pedro Álvares Cabral em Porto Seguro em 1500, que se encaixa no gênero de pintura histórica, foi uma exceção a esse critério que havia sido colocado. Outro caso excepcional foi a mudança do quadro Partida da Monção, de Almeida Júnior, também para a Pinacoteca. A transferência da tela de Pereira da Silva foi justificada sob a premissa de que, além do evidente valor histórico que apresentava, o quadro havia sido muito bem recebido pela crítica - além de que seu pintor gozava de grande prestígio, tendo suas técnicas e concepções formais bastante valorizadas no meio artístico, sendo fundamental para a Pinacoteca, como pretensa galeria de arte, possuir uma obra de tal artista. Outro fator que contribuiu para a transferência foi o fato de que a tela não reproduz nenhum acontecimento histórico que destacasse os paulistas nem a independência política do Brasil, temas mais prezados pelo Museu Paulista.
Em abril de 1929, a tela foi transferida de volta para o Museu Paulista, junto com Fundação de São Paulo, também de Oscar Pereira da Silva, e com Partida da Monção, de Almeida Júnior. As obras de Pereira da Silva, entretanto, nunca foram referidas nas correspondências de negociação entre Afonso Taunay, então diretor do Museu Paulista, e Fabio Barreto, então Secretário do Interior. Embora o estado de São Paulo tivesse grande interesse em recuperar os quadros, assim como todo o acervo da Pinacoteca, para o Museu Paulista, sabe-se que Taunay não compartilhava de tal opinião, alegando falta de espaço físico no Palácio do Ipiranga, como fica explícito no relatório anual do museu de 1930:
| “ | Já por duas vezes foi a diretoria do Museu interpelada sobre a conveniência do transporte da Pinacoteca do Estado para o Ipiranga. Fiz ver aos Secretários do Interior a absoluta impossibilidade de se pensar em tal remoção. O Palácio do Ipiranga é todo em fachada, dispõe de insignificante profundidade. Nos dois primeiros andares metade da área é tomada pelos corredores e galerias. O que resta pois certo número de salas, geralmente não grandes, corresponde a pequenas superfícies se levarmos em conta que o Museu dispões hoje de imenso material digno de exposição | ” |

E em correspondência emitida por ele em abril de 1929:
| “ | Recebo a informar uma conta do Liceu de Artes e Ofícios enviada a essa Secretaria ao transporte da Partida da Monção e mais duas grandes telas da Pinacoteca do Estado ao Museu Paulista. Realmente está a conta exata. Por ordem verbal do Exmo. Snr. Secretario do Interior, recebi a incumbência de tratar com o Liceu a desmontagem, especial acondicionamento, transporte, nova adaptação e remontagem no Museu dos três grandes quadros a que se refere a conta. | ” |

Apesar da objeção, o diretor acabou aceitando a transferência das telas de volta ao Museu Paulista, embora as obras de Pereira da Silva não tenham sido recebidas com tanto festejo quando a volta do quadro de Almeida Júnior. A transferência foi feita sem chamar muito a atenção do público e nem da imprensa. Na carta, Taunay chegou a se referir à volta dos quadros de Pereira da Silva como "mais duas grandes telas", sem sequer mencionar os títulos das obras. No relatório de 1929 do museu, o fato também não chegou nem a ser citado. A imprensa tampouco deu importância à transferência, contrastando com a extensa cobertura da qual os quadros já haviam sido alvo em outras ocasiões. Apesar da transferência ter sido ignorada pelos diversos setores da sociedade, ela representou a volta dos quadros de Pereira da Silva para um museu mais importante e prestigiado pela imprensa. Além disso, esse passo marcava a volta das telas para a função para a qual haviam sido designadas, de servir como documento histórico em um museu que buscava relatar o passado do Brasil por meio da arte.

### No século XXI
Em 2007, a tela foi exposta na mostra Imagens Recriam a História, que problematizava as representações e interpretações das pinturas históricas. Ela foi colocada na sala Imaginar o Início, que se dedicava a pinturas relacionadas aos primeiros momentos da conquista portuguesa das terras brasileiras, junto com obras como Fundação de São Paulo, também de Oscar Pereira da Silva, e Fundação de São Vicente, de Benedito Calixto.
Atualmente, a tela de Oscar Pereira da Silva, imensamente popular, serve de iconografia para livros didáticos e publicações acadêmicas. É também considerada a figura mais popular de representação do momento histórico da chegada do navio de Pedro Álvares Cabral na costa brasileira.